# Speocera bulbiformis
Speocera bulbiformis is een spinnensoort uit de familie Ochyroceratidae. De soort komt voor in Vietnam.